# Dino Siani
Dino Siani (Genova, 5 ottobre 1936 – Lecco, 3 ottobre 2017) è stato un pianista, compositore, arrangiatore e direttore d'orchestra italiano.
Oltre che per la sua attività di musicista, è conosciuto anche come intrattenitore televisivo e radiofonico (in particolare lo si ricorda come musicista fisso della trasmissione radiofonica di Rai Radio 2 andata in onda fra il 1978 e il 1980 La luna nel pozzo). Arrangiatore del gruppo musicale dei Rogers, ha inciso per l'etichetta Bentler (complessivamente, la sua produzione discografica è stata di trenta album discografici long playing e quindici a compact-disc).
In carriera è stato vincitore del premio David di Michelangelo per la Musica. Fra le trasmissioni televisive da lui curate figurano Alle 7 della Sera, Domenica In, Il Dedalo. Sempre per la televisione ha composto la colonna sonora del film tv Traffico d'armi nel Golfo.

## Biografia
Ha esordito come pianista solista all'età di sette anni. Dopo essersi diplomato in pianoforte nel 1956 al conservatorio musicale "Arrigo Boito" di Parma, ha frequentato un corso di perfezionamento a Siena con Arturo Benedetti Michelangeli. Ha perfezionato poi gli studi seguendo il corso di musica per film con Enrico Maria Lavagnino. Negli anni sessanta ha lavorato all'estero (in Europa, negli Stati Uniti e in Sudamerica), soggiornando per tre anni a Beirut, città del Libano in cui ha avuto possibilità di lavorare nell'emittente televisiva Teleorient a fianco di numerosi artisti come Gilbert Bécaud, Sacha Distel, Jacques Brel, Charles Aznavour, Léo Ferré, Nino Ferrer e altri.
Rientrato in Italia nel 1971 si è stabilito a Milano iniziando a collaborare con radio e televisioni locali, come Telereporter (nata nel 1977). Nello stesso anno ha debuttato in RAI con la trasmissione radiofonica Incontro con Dino Siani. Due anni dopo, nel 1973 al Disco per l'estate ha presentato, cantato da Annagloria, il brano Non è finito mai, su testo di Maria Luisa Nobile e Rino Ballista. Successivamente ha lavorato a Telecity e a Rete Piemonte conducendo trasmissioni ispirate agli spettacoli dei piano bar. Sempre nel 1973 ha curato per Rai Uno lo spettacolo televisivo Special Dino Siani ed ha iniziato nel medesimo anno una collaborazione pluriennale come direttore artistico al casinò di Campione d'Italia dove ha avviato il premio "La Maschera D'Argento". Nel 1977 ha condotto le musiche per la Rai i programmi televisivi Un'ora per Voi, Cordialmente dall'Italia, Domenica In.
Dopo aver collaborato con Telereporter, il maggiore successo gli è venuto nel 1979 con la partecipazione a Grand'Italia, trasmissione condotta da Maurizio Costanzo. Nel medesimo periodo ha composto le musiche del programma Un venerdì all'italiana condotto su Antenna 3 Lombardia da Renzo Villa, Patrizia Bonetti e Luciano Tajoli. Siani è stato poi consulente musicale a Mediaset e direttore d'orchestra - dal 1986 al 1993 - per le trasmissioni di Gianfranco Funari A boccaperta, Mezzogiorno è e Mezzogiorno italiano. Dino Siani è anche il compositore della sigla di Forum, in onda sulle reti Mediaset dal 1985.
Muore il 3 ottobre 2017 e i suoi funerali vengono celebrati nella chiesa parrocchiale di Acquate a Lecco.
La figlia Laura Siani (1976-2020) è divenuta magistrata inquirente ed è stata procuratrice a Lodi, Palermo e Lecco. È stata sposata con Fabio Napoleone, ex procuratore di Sondrio ed ex consigliere del Consiglio superiore della magistratura. È morta suicida all'età di 44 anni. Il figlio Giorgio Siani è stato sindaco del comune di Mandello del Lario dal 1993 al 1999 e dal 2000 al 2005 per la Lega Nord.